# Miroslav Bubník
Miroslav Bubník (15. prosince 1921 – 4. září 1985 České Budějovice) byl československý sportovní plavec a pólista.
Všestranně sportovat začal v českobudějovickém Sokole. Závodil za klub AC Stadion České Budějovice.
Závodnímu plavání a vodnímu pólu se začal aktivně věnovat v roce 1938 na Litoměřicku. Závodil však za mladoboleslavský Veslařský a plavecký klub (VPK). Poprvé na sebe výrazně upozornil na plaveckých závodech v roce 1939. Plaval samorostlým kraulem. Týdeník Naše cesta o něm v roce 1947 napsal "Práce nohou slabá a práce rukou je vzdálena všem plaveckým teoriím. Jeho úspěchy jsou dílem mimořádné fyzické zdatnosti a vůli vítězit." Měl vynikající starty, při kterých získal často rozhodující náskok nad svými soupeři. Jako jeden z prvních českých plavců zkoušel i novou techniku motýlek.
V období okupace patřil společně s Miroslavem Bartůškem a Jiřím Landkammerem k nejúspěšnějším plavcům. V lednu 1943 přestoupil z VPK Mladá Boleslav do pražského klubu Slavia Praha k trenéru Adolfu Maitnerovi. Zároveň se v tomto období stal instruktorem proněmecké výchovné mládežnické organizace Kuratorium.
Po druhé světové válce v roce 1945 si doplnil univerzitní vzdelání v oboru tělesné výchovy – Ústav pro vzdělávání profesorů tělesné výchovy při Přírodovědecké fakulty UK. Kvůli všestrannému sportovnímu zaměření šla však stranou jeho plavecká kariéra. Na delších tratích výrazně poklesly jeho zaplavané časy. Formu si udržel na krátkých tratích. V roce 1947 reprezentoval Československo na mistrovství Evropy v Monte Carlu, kde na 100 m obsadil v B finále 7. místo. Se štafetou na 4×200 m obsadil konečné 5. místo. V roce 1948 na olympijských hrách v Londýně nestartoval. V záři téhož roku novinářům odpověděl "nikdo se o nás s přípravou v olympijském roce nestaral".
V roce 1952 se oženil s plavkyní Stáňou Nagovskou. Sportovní kariéru ukončil v roce 1954, když poslední roky hrál převážně vodní pólo.
Po skončení sportovní kariéry pracoval jako odborný asistent na katedře tělesné výchovy Přírodovědecké fakulty UK.

## Publikace
- Plavectví, Institut tělesné výchovy a sportu 1956
- Plování : učební texty pro kurs pracovníků TVS, Institut tělesné výchovy a sportu 1956
- Plavání, Sportovní a turistické nakladatelství 1960
- Plavání mládeže : pomocná kniha pro učitele tělesné výchovy, SNP 1960
- Vodní pólo, Sportovní a turistické nakladatelství 1960
- Biomechanika sportovního pohybu, Sportovní a turistické nakladatelství 1960